# El Coyul (Guerrero)
El Coyul es una localidad del estado mexicano de Guerrero. Es parte del municipio de Cochoapa el Grande.

## Demografía
| Gráfica de evolución demográfica |
|                                  |

| Censo | Población |
| ----- | --------- |
| 1940  | 180       |
| 1950  | 171       |
| 1960  | 242       |
| 1970  | 437       |
| 1980  | 579       |
| 1990  | 780       |
| 2000  | 974       |
| 2010  | 988       |
| 2020  | 1 053     |